# Mohamed Nassoh
Mohamed Nassoh (Eindhoven, 26 de enero de 2003) es un futbolista neerlandés que juega como centrocampista en el NAC Breda de la Eredivisie.

## Trayectoria
Graduado en la academia del PSV Eindhoven, firmó su primer contrato profesional en julio de 2020. Debutó como profesional el 19 de abril de 2021 con el Jong PSV en la Eerste Divisie en casa contra el De Graafschap Doetinchem. Entró como suplente de última hora por Emmanuel Matuta, y el Jong PSV perdió el partido por 2-0.
El 17 de noviembre de 2021 firmó una prórroga de su contrato con el PSV hasta 2024.

## Estadísticas

### Clubes
Actualizado al último partido disputado el 3 de noviembre de 2024.
| Club                              | Div.          | Temporada     | Liga  | Liga  | Liga   | Copas nacionales | Copas nacionales | Copas nacionales | Copas internacionales | Copas internacionales | Copas internacionales | Total | Total | Total  |
| Club                              | Div.          | Temporada     | Part. | Goles | Asist. | Part.            | Goles            | Asist.           | Part.                 | Goles                 | Asist.                | Part. | Goles | Asist. |
| --------------------------------- | ------------- | ------------- | ----- | ----- | ------ | ---------------- | ---------------- | ---------------- | --------------------- | --------------------- | --------------------- | ----- | ----- | ------ |
| Jong PSV · Países Bajos           | 2.ª           | 2020-21       | 4     | 0     | 0      | —                | —                | —                | —                     | —                     | —                     | 4     | 0     | 0      |
| Jong PSV · Países Bajos           | 2.ª           | 2021-22       | 30    | 3     | 3      | —                | —                | —                | —                     | —                     | —                     | 30    | 3     | 3      |
| Jong PSV · Países Bajos           | 2.ª           | 2022-23       | 35    | 6     | 8      | —                | —                | —                | —                     | —                     | —                     | 35    | 6     | 8      |
| Jong PSV · Países Bajos           | 2.ª           | 2023-24       | 37    | 10    | 3      | —                | —                | —                | —                     | —                     | —                     | 37    | 10    | 3      |
| Jong PSV · Países Bajos           | Total club    | Total club    | 106   | 19    | 14     | 0                | 0                | 0                | 0                     | 0                     | 0                     | 106   | 19    | 14     |
| Sparta de Róterdam · Países Bajos | 1.ª           | 2024-25       | 11    | 1     | 1      | 1                | 0                | 0                | —                     | —                     | —                     | 12    | 1     | 1      |
| Sparta de Róterdam · Países Bajos | Total club    | Total club    | 11    | 1     | 1      | 1                | 0                | 0                | 0                     | 0                     | 0                     | 12    | 1     | 1      |
| Total carrera                     | Total carrera | Total carrera | 117   | 20    | 15     | 1                | 0                | 0                | 0                     | 0                     | 0                     | 118   | 20    | 15     |